# Campeonato Sudamericano Sub-20 de 1988
El Campeonato Sudamericano Sub-20 de 1988, se llevó a cabo en la ciudad de Buenos Aires, Argentina, entre el 2 y el 22 de mayo de ese mismo año. El equipo de Israel participó de este torneo válido para la clasificación al mundial de la categoría celebrado en Arabia Saudita ya que había sido excluido del Campeonato Juvenil asiático por cuestiones políticas.
La inclusión de Israel fue resuelta de común acuerdo por la FIFA y la Conmebol. Tal inclusión despertó las críticas de varios dirigentes de la región, entre ellos los de Perú y Ecuador, que calificaron de «abusiva y arbitraria». Por su parte, el vicepresidente de la Conmebol, el chileno Miguel Nasur manifestó:

«Es cierto que ellos [los israelitas] no han pertenecido a ninguna asociación de balompié en el mundo, pero es tiempo que comiencen a participar en algún lado.»
Miguel Nasur. 14 de febrero de 1988. (AFP).

## Participantes
Participaron en el torneo los equipos representativos de las 10 Asociaciones Nacionales afiliadas a la Confederación Sudamericana de Fútbol, además de la selección de fútbol de Israel.
| - Argentina - Bolivia - Brasil - Chile | - Colombia - Ecuador - Israel - Paraguay | - Perú - Uruguay - Venezuela |

## Sedes
| Sedes en Argentina · Buenos Aires | Buenos Aires | Buenos Aires            | Buenos Aires      |
| --------------------------------- | --- | ----------------------- | ----------------- |
| Sedes en Argentina · Buenos Aires | José Amalfitani                                                                                                 | Arq. Ricardo Etcheverri | Monumental        |
| Sedes en Argentina · Buenos Aires | Capacidad: 49 000                                                                                               | Capacidad: 25 000       | Capacidad: 72 000 |
| Sedes en Argentina · Buenos Aires | |                         |                   |
| Sedes en Argentina · Buenos Aires | Sedes en la Ciudad de Buenos Aires · Estadio Monumental Estadio José Amalfitani Estadio Arq. Ricardo Etcheverri |                         |                   |

## Grupo A
Sede: Estadio José Amalfitani
| País      | J | G | E | P | GF | GC | GD | Pts |
| --------- | - | - | - | - | -- | -- | -- | --- |
| Argentina | 5 | 5 | 0 | 0 | 10 | 1  | +9 | 10  |
| Paraguay  | 5 | 3 | 0 | 2 | 10 | 6  | +4 | 6   |
| Israel    | 5 | 3 | 0 | 2 | 6  | 4  | +2 | 6   |
| Perú      | 5 | 2 | 1 | 2 | 5  | 7  | –2 | 5   |
| Chile     | 5 | 1 | 1 | 3 | 5  | 10 | –5 | 3   |
| Venezuela | 5 | 0 | 0 | 5 | 4  | 12 | –8 | 0   |

| 2 de mayo de 1988 | Chile | 1:1 | Perú | Estadio José Amalfitani, Buenos Aires |  |
|                   |       |     |      | Árbitro(s): ?                         |  |

| 2 de mayo de 1988 | Argentina | 1:0 | Venezuela | Estadio José Amalfitani, Buenos Aires |  |
|                   |           |     |           | Árbitro(s): ?                         |  |

| 2 de mayo de 1988 | Israel | 1:0 | Paraguay | Estadio José Amalfitani, Buenos Aires |  |
|                   |        |     |          | Árbitro(s): ?                         |  |

| 4 de mayo de 1988 | Chile | 2:0 | Venezuela | Estadio José Amalfitani, Buenos Aires |  |
|                   |       |     |           | Árbitro(s): ?                         |  |

| 4 de mayo de 1988 | Paraguay | 2:0 | Perú | Estadio José Amalfitani, Buenos Aires |  |
|                   |          |     |      | Árbitro(s): ?                         |  |

| 4 de mayo de 1988 | Argentina | 2:0 | Israel | Estadio José Amalfitani, Buenos Aires |  |
|                   |           |     |        | Árbitro(s): ?                         |  |

| 6 de mayo de 1988 | Paraguay | 6:2 | Venezuela | Estadio José Amalfitani, Buenos Aires |  |
|                   |          |     |           | Árbitro(s): ?                         |  |

| 6 de mayo de 1988 | Argentina | 3:1 | Chile | Estadio José Amalfitani, Buenos Aires |  |
|                   |           |     |       | Árbitro(s): ?                         |  |

| 6 de mayo de 1988 | Perú | 2:1 | Israel | Estadio José Amalfitani, Buenos Aires |  |
|                   |      |     |        | Árbitro(s): ?                         |  |

| 10 de mayo de 1988 | Israel | 1:0 | Venezuela | Estadio José Amalfitani, Buenos Aires |  |
|                    |        |     |           | Árbitro(s): ?                         |  |

| 10 de mayo de 1988 | Paraguay | 2:1 | Chile | Estadio José Amalfitani, Buenos Aires |  |
|                    |          |     |       | Árbitro(s): ?                         |  |

| 10 de mayo de 1988 | Argentina | 2:0 | Perú | Estadio José Amalfitani, Buenos Aires |  |
|                    |           |     |      | Árbitro(s): ?                         |  |

| 12 de mayo de 1988 | Perú | 2:1 | Venezuela | Estadio José Amalfitani, Buenos Aires |  |
|                    |      |     |           | Árbitro(s): ?                         |  |

| 12 de mayo de 1988 | Argentina | 2:0 | Paraguay | Estadio José Amalfitani, Buenos Aires |  |
|                    |           |     |          | Árbitro(s): ?                         |  |

| 12 de mayo de 1988 | Israel | 3:0 | Chile | Estadio José Amalfitani, Buenos Aires |  |
|                    |        |     |       | Árbitro(s): ?                         |  |

## Grupo B
Sede: Estadio Arquitecto Ricardo Etcheverri
| País     | J | G | E | P | GF | GC | GD  | Pts |
| -------- | - | - | - | - | -- | -- | --- | --- |
| Colombia | 4 | 3 | 1 | 0 | 6  | 1  | +5  | 7   |
| Brasil   | 4 | 3 | 0 | 1 | 11 | 1  | +10 | 6   |
| Ecuador  | 4 | 1 | 1 | 2 | 3  | 11 | –8  | 3   |
| Uruguay  | 4 | 0 | 2 | 2 | 2  | 4  | –2  | 2   |
| Bolivia  | 4 | 1 | 0 | 3 | 4  | 9  | –5  | 2   |

| 3 de mayo de 1988 | Uruguay | 1:1 | Ecuador | Estadio Arquitecto Ricardo Etcheverri, Buenos Aires |  |
|                   |         |     |         | Árbitro(s): Victor Ojeda Cruz ( Chile ) Juez Línea = Francisco Oscar Lamolina ( Argentina ) Juez Línea = Francisco D´Abreu Faria ( Venezuela ) = URUGUAY: Álvaro Escames; Horacio Arispe, Diego Mujica(EXPULSADO), Marcelo Saralegui, Ruben Dos Santos; Enzo Azambuja, Diego Dorta, Gabriel Cedres( Enrique Etcheverriay ); Jose Guillermo Lopez(50) ( Pablo Bianchi ), Enrique Ferraro, Rafael Bianchi Gandin; D.T. GREGORIO PEREZ. = ECUADOR: Helmut Moeller; Marcelo Aguinaga, Dixon Quiñonez, Raul Noriega, Lucitanio Castro; Robert Burbano, Jose Macias(23 PENAL ), Hjalmar Zambrano( Humberto Pizarro ); Wilson Cuevas( EXPULSADO ), Victor Ramos, Cesar Carachi( Segundo Mina ); D.T. JUAN ARAUJO. |  |

| 3 de mayo de 1988 | Brasil | 3:0 | Bolivia | Estadio Arquitecto Ricardo Etcheverri, Buenos Aires |  |
|                   |        |     |         | Árbitro(s): Lucio Gonzalez Ortiz ( Paraguay ) Juez Línea = Jose Francisco Ramirez Calle ( Perú ) Juez Línea = Ricardo Calabria ( Argentina ) = BRASIL: CARLOS GERMANO Schwambach; CASSIO Alves De Barros, EDSON Luis Garcia Campos, ROGEIRO Moraes Lourenco, LEONARDO Nascimiento de Araujo; MARCELO HENRIQUE Dos Santos, MOARCIR Rodrigues Dos Santos, BISMARK Barreto Faria; Roberto De ASSIS Moreira(47-62)( Ariovaldo Guilherme ARI ZABALO ), Anderson Da Silva SONNY(17); D.T. RENE SIMOES RODRIGUES. = BOLIVIA: Rafael Arrazola; David Saracho, Fernando Claros, Eduardo Jiguchi, Marcos Urquiza; Marco Etcheverry, Luis Cristado, Erwin Sánchez; Julio Baldivieso( Hernan Alberti ), Victor Arandia( Oscar Villegas), Walter Flores; D.T. JOHNNY BERMUDEZ. |  |

| 5 de mayo de 1988 | Ecuador | 2:1 | Bolivia | Estadio Arquitecto Ricardo Etcheverri, Buenos Aires |  |
|                   |         |     |         | Árbitro(s): Francisco Oscar Lamolina ( Argentina ) Juez Línea = Jose Francisco Ramirez Calle ( Perú ) Juez Línea = Lucio Gonzalez Ortiz ( Paraguay ) = ECUADOR: Helmut Moeller; Marcelo Aguinaga, Dixon Quiñonez, Raul Noriega, Lucitanio Castro; Jose Macias, Robert Burbano(57), Hjalmar Zambrano; Victor Ramos(70)( Segundo Mina ), Humberto Pizarro, Cesar Carchi; D.T. JUAN ARAUJO. = BOLIVIA: Rafael Arrazola; David Saracho, Fernando Claros, Eduardo Jiguichi, Marcos Urquiza; Marco Etcheverry(55), Luis Cristaldo, Erwin Sánchez; Hernan Alberti( Julio Baldivieso ), Victor Arandia, Oscar Villegas; D.T. JOHNNY BERMUDEZ. |  |

| 5 de mayo de 1988 | Colombia | 1:0 | Brasil | Estadio Arquitecto Ricardo Etcheverri, Buenos Aires |  |
|                   |          |     |        | Árbitro(s): Victor Ojeda Cruz ( Chile ) Juez Línea = Francisco D´Abreu Faria ( Venezuela ) Juez Línea = Ricardo Calabria ( Argentina ) = COLOMBIA: Oscar Cordoba; Martin Velez, Jorge Bermudez, Giovanni Cassiani, Diego Osorio; Gustavo Restrepo, Carlos Jimenez, Jose Flavio Torres; Carlos Uribe( Juan Carlos Benitez ), Carlos Castro Herrera(87), Wilson Danowis Muñoz; D.T. JUAN JOSE PELAEZ. = BRASIL: CARLOS GERMANO Schwambach; CASSIO Alves De Barros, EDSON Luis Garcia Campos, ROGEIRO Moraes Lourenco, LEONARDO Nascimiento de Araujo; Sergio GIL Dos Santos, Alexandre Vieira Dos Santos MACALE( Ariovaldo Guilherme ARI BAZAO ), BISMARK Barreto Faria( FABIANO Da Cruz Souza ); Roberto De ASSIS Moreira, CELIO Da Silva Do Nascimento, Anderson Da Silva SONNY; D.T. RENE SIMOES RODRIGUES. |  |

| 9 de mayo de 1988 | Bolivia | 2:1 | Uruguay | Estadio Arquitecto Ricardo Etcheverri, Buenos Aires |  |
|                   |         |     |         | Árbitro(s): ?                                       |  |

| 9 de mayo de 1988 | Colombia | 2:0 | Ecuador | Estadio Arquitecto Ricardo Etcheverri, Buenos Aires      |  |
|                   |          |     |         | Árbitro(s): = Luciano Gonzalez ( Paraguay ) asistencia = |  |

| 11 de mayo de 1988 | Brasil | 7:0 | Ecuador | Estadio Arquitecto Ricardo Etcheverri, Buenos Aires |  |
|                    |        |     |         | Árbitro(s): ?                                       |  |

| 11 de mayo de 1988 | Uruguay | 0:0 | Colombia | Estadio Arquitecto Ricardo Etcheverri, Buenos Aires |  |
|                    |         |     |          | Árbitro(s): ?                                       |  |

| 13 de mayo de 1988 | Colombia | 3:1 | Bolivia | Estadio Arquitecto Ricardo Etcheverri, Buenos Aires |  |
|                    |          |     |         | Árbitro(s): ?                                       |  |

| 13 de mayo de 1988 | Brasil | 1:0 | Uruguay | Estadio Arquitecto Ricardo Etcheverri, Buenos Aires |  |
|                    |        |     |         | Árbitro(s): ?                                       |  |

## Fase final
- Sede: Estadio Antonio Vespucio Liberti

| País      | J | G | E | P | GF | GC | GD | Pts |
| --------- | - | - | - | - | -- | -- | -- | --- |
| Brasil    | 3 | 2 | 1 | 0 | 3  | 1  | +2 | 5   |
| Colombia  | 3 | 1 | 1 | 1 | 3  | 2  | +1 | 3   |
| Argentina | 3 | 1 | 0 | 2 | 3  | 4  | –1 | 2   |
| Paraguay  | 3 | 1 | 0 | 2 | 1  | 3  | –2 | 2   |

| 16 de mayo de 1988 | Colombia | 2:0 | Paraguay | Estadio Antonio Vespucio Liberti, Buenos Aires |  |
|                    |          |     |          | Árbitro(s): ?                                  |  |

| 16 de mayo de 1988 | Brasil | 2:1 | Argentina | Estadio Antonio Vespucio Liberti, Buenos Aires |  |
|                    |        |     |           | Árbitro(s): ?                                  |  |

| 19 de mayo de 1988 | Brasil | 0:0 | Colombia | Estadio Antonio Vespucio Liberti, Buenos Aires |  |
|                    |        |     |          | Árbitro(s): ?                                  |  |

| 19 de mayo de 1988 | Paraguay | 1:0 | Argentina | Estadio Antonio Vespucio Liberti, Buenos Aires |  |
|                    |          |     |           | Árbitro(s): ?                                  |  |

| 22 de mayo de 1988 | Argentina | 2:1 | Colombia | Estadio Antonio Vespucio Liberti, Buenos Aires |  |
|                    |           |     |          | Árbitro(s): ?                                  |  |

| 22 de mayo de 1988 | Paraguay | 0:1 | Brasil | Estadio Antonio Vespucio Liberti, Buenos Aires |  |
|                    |          |     |        | Árbitro(s): ?                                  |  |

## Campeón
| Brasil         |
| Campeón Brasil |
| 4º título      |

## Cuadro final
| #  | Selección | Pts. | PJ | PG | PE | PP | GF | GC | Dif. |
| 1  | Brasil    | 11   | 7  | 5  | 1  | 1  | 14 | 2  | 12   |
| 2  | Colombia  | 10   | 7  | 4  | 2  | 1  | 9  | 3  | 6    |
| 3  | Argentina | 12   | 8  | 6  | 0  | 2  | 13 | 5  | 8    |
| 4  | Paraguay  | 8    | 8  | 4  | 0  | 4  | 11 | 9  | 2    |
| 5  | Israel    | 6    | 5  | 3  | 0  | 2  | 6  | 4  | 2    |
| 6  | Perú      | 5    | 5  | 2  | 1  | 2  | 5  | 7  | -2   |
| 7  | Chile     | 3    | 5  | 1  | 1  | 3  | 5  | 10 | -5   |
| 8  | Ecuador   | 3    | 4  | 1  | 1  | 2  | 3  | 11 | -8   |
| 9  | Uruguay   | 2    | 4  | 0  | 2  | 2  | 2  | 4  | -2   |
| 10 | Bolivia   | 2    | 4  | 1  | 0  | 3  | 4  | 9  | -5   |
| 11 | Venezuela | 0    | 5  | 0  | 0  | 5  | 4  | 12 | -8   |

## Clasificados alMundial Sub-20 Arabia Saudita 1989
| Brasil | Colombia | Argentina |
| ------ | -------- | --------- |